# Władysław I oświęcimski
Władysław I oświęcimski (ur. 1275–1280,  zm. 1321–1324) – od 1290 koregent w księstwie cieszyńsko-oświęcimskim, od 1314/15 w wyniku podziału książę oświęcimski.
Władysław I był najstarszym synem księcia cieszyńskiego Mieszka i jego bliżej nieznanej żony. Nie wiadomo kiedy dokładnie się urodził – pełnoletniość w każdym razie osiągnął jeszcze za życia ojca, gdyż w 1290 został dopuszczony do formalnych współrządów.
Z nieznanych przyczyn Władysław po śmierci ojca, w 1314 lub 1315, nie otrzymał stołecznego Cieszyna, tylko mający o wiele mniejsze znaczenie polityczne Oświęcim, co stało się przyczyną konfliktu politycznego z bratem Kazimierzem. Przyczyniło się to do zaangażowania się Władysława po stronie jego imiennika, księcia krakowskiego, a od 1320 króla polskiego, Władysława Łokietka (w dokumencie z 1315, wraz z innymi krewnymi poświadcza układ księcia krakowskiego Władysława Łokietka).
Władysław jeszcze za życia ojca ożenił się z Eufrozyną, córką księcia mazowieckiego Bolesława II, z którą to dochował się syna Jana, oraz dwóch córek: Annę, wydaną za mąż za wojewodę siedmiogrodzkiego Tomasza Szecheniego, oraz nieznaną z imienia dominikankę w Raciborzu.
Jedyny syn księcia został przeznaczony do stanu duchownego, bowiem już 15 grudnia 1321 otrzymał scholasterię krakowską.
Nie znamy także daty śmierci Władysława; wiadomo tylko, że musiało to nastąpić między 1321 a 1324. Książę został pochowany w kościele dominikańskim w Oświęcimiu.